# Кубок африканських чемпіонів 1972
Кубок африканських чемпіонів 1972 — восьмий розіграш турніру, що проходив під егідою КАФ. Матчі проходили з квітня 1972 року по 22 грудня 1972 року. Турнір проходив за олімпійською системою, команди грали по два матчі. Усього брали участь 26 команд. Чемпіонський титул уперше здобув гвінейський клуб «Канон Яунде» з Конакрі.

## Перший раунд
| Команда 1          | Заг.  | Команда 2              | 1-й матч | 2-й матч |
| ------------------ | ----- | ---------------------- | -------- | -------- |
| Егль Нконгсамба    | 3:2   | Олімпік Реал           | 3:1      | 0:1      |
| АСФА «Уагадугу»    | 1:4   | Джоліба                | 1:3      | 0:1      |
| Маянтжа            | 2:11  | Кабве Воріерс          | 2:2      | 0:9      |
| Сент-Джордж        | 4:2   | Лавори Публісі         | 3:1      | 1:1      |
| ТП Мазембе         | 3:1   | Полісі (Лібревіль)     | 2:0      | 1:1      |
| Сент-Мішель        | 2:1   | Янг Афріканс           | 2:0      | 0:1      |
| Гафія              | 5:2   | АСФАН                  | 4:1      | 1:1      |
| Форсез Арме        | 6:2   | Котону                 | 3:0      | 3:2      |
| Гартс оф Оук       | т. п. | Абалуйя Юнайтед        | —        | —        |
| Аль-Аглі (Триполі) | т. п. | Аль-Меррейх (Омдурман) | —        | —        |

Примітки
1. ↑  «Абалуйя Юнайтед» знявся з турніру.
2. ↑  «Аль-Меррейх» знявся з турніру.

## Другий раунд
| Команда 1      | Заг.           | Команда 2          | 1-й матч | 2-й матч |
| -------------- | -------------- | ------------------ | -------- | -------- |
| Динамік Тоголе | 4:5            | Егль Нконгсамба    | 1:1      | 3:4      |
| Ісмайлі        | 2:2 (пен. 3:4) | Аль-Аглі (Триполі) | 0:1      | 2:1      |
| Сімба (Лугазі) | 5:1            | Сент-Джордж        | 4:0      | 1:1      |
| Африка Спортс  | 3:7            | ТП Мазембе         | 1:2      | 2:5      |
| Кабве Воріерс  | 5:1            | Сент-Мішель        | 2:1      | 3:0      |
| Канон Яунде    | 4:6            | Гафія              | 3:2      | 1:4      |
| Форсез Арме    | 2:2 (т. п.)    | Джоліба            | 2:0      | 0:2      |
| ВНДК Ібадан    | 1:3            | Гартс оф Оук       | 1:0      | 0:3      |

Примітки
1. ↑  Як протест проти суддівства «Форсез Арме» відмовився від післяматчевих пенальті та був відсторонений від турнірів під егідою КАФ на три сезони.

## Фінальний етап

### Чвертьфінал
| Команда 1          | Заг. | Команда 2       | 1-й матч | 2-й матч |
| ------------------ | ---- | --------------- | -------- | -------- |
| ТП Мазембе         | 6:2  | Егль Нконгсамба | 4:1      | 2:1      |
| Гафія              | 4:2  | Джоліба         | 3:0      | 1:2      |
| Гартс оф Оук       | 8:4  | Кабве Воріерс   | 7:2      | 1:2      |
| Аль-Аглі (Триполі) | 1:4  | Сімба (Лугазі)  | 1:1      | 0:3      |

### Півфінал
| Команда 1    | Заг. | Команда 2      | 1-й матч | 2-й матч    |
| ------------ | ---- | -------------- | -------- | ----------- |
| ТП Мазембе   | 3:4  | Гафія          | 3:2      | 0:2 (т. п.) |
| Гартс оф Оук | 1:2  | Сімба (Лугазі) | 1:1      | 0:1         |

Примітки
1. ↑  «ТП Мазембе» протестував проти арбітра назначеного на матч та відмовився приїжджати до Гвінеї.

## Фінал
| 10 грудня 1972 |

| Гафія                             | 4:1 | Сімба (Лугазі) |
| --------------------------------- | --- | -------------- |
| Сорі 19' Сулейманов 35' Н'Джо Леа |     | Вандера        |

| «28 вересня», Конакрі Глядачів: 40 000 |

| 22 грудня 1972 |

| Сімба (Лугазі)        | 2:3 | Гафія                                 |
| --------------------- | --- | ------------------------------------- |
| Вассва 74' Сукума 88' |     | Сулейманов 67' Толо 69' Н'Джо Леа 76' |

| «Наківубо», Кампала Глядачів: 45 000 |

| Чемпіон Кубка африканських чемпіонів 1972 Гафія (1-й титул) |